# Bošáca
Bošáca (węg. Bosác) – wieś i gmina (obec) w powiecie Nowe Miasto nad Wagiem, w kraju trenczyńskim, w zachodniej Słowacji. Liczy około 1398 osób (dane z 2016).

## Historia
W dokumentach historycznych wieś wzmiankowana po raz pierwszy w 1380 jako Bosach.

## Geografia
Gmina zajmuje powierzchnię 19,598 km². Centrum wsi leży na wysokości 235 m n.p.m.

## Zabytki
Znajduje się tu kościół katolicki Wniebowzięcia Maryi Panny wybudowany w stylu barokowym z elementami klasycystycznymi. Został wzniesiony w latach 1729–1733, przebudowany w 1789. Freski namalowane zostały przez Jozefa Hanulę w 1906 r.

## Zasoby genealogiczne
Zapisy badań genealogicznych przechowywane są w archiwum państwowym „Statny Archiv w Bratysławie, na Słowacji”.
- zapisy kościoła rzymskokatolickiego (urodzenia/małżeństwa/zgony) w parafii A
- zapisy kościoła luterańskiego (urodzenia/małżeństwa/zgony) w parafii B